# Piccolomini Todeschini
I Piccolomini Todeschini sono una diramazione dell'antica famiglia dei Piccolomini.

## Le origini
Questa linea discende da Laudomia, una delle due sorelle di Enea Silvio Piccolomini. Il pontefice, accolse nella consorteria della famiglia, il marito di Laudomia, Nanni Todeschini di Sarteano, il quale assunse lo stemma piccolomineo, anteponendo al proprio, il cognome Piccolomini. Questi divenne nel 1460 Governatore dell'Umbria per conto della chiesa. Ebbe oltre a Francesco, divenuto poi, papa Pio III, altri tre figli, di cui Andrea, generò il ramo dei Piccolomini Todeschini, (signori del Giglio e di Castiglione della Pescaia), Giacomo, quello dei Piccolomini di Castiglia e d'Aragona ed Antonio, quello dei Piccolomini d'Aragona.

### Piccolomini Todeschini (Signori del Giglio e Castiglione della Pescaia) - Ramo di Andrea
Questo ramo è il meno noto, fra quelli generati da Laudomia. Gli appartenenti furono Signori dell'Isola del Giglio e di Castiglione della Pescaia. Comunemente vengono individuati, insieme a Pio III, semplicemente come Piccolomini Todeschini, senza l'aggiunta di alcun predicato.

#### Personaggi principali

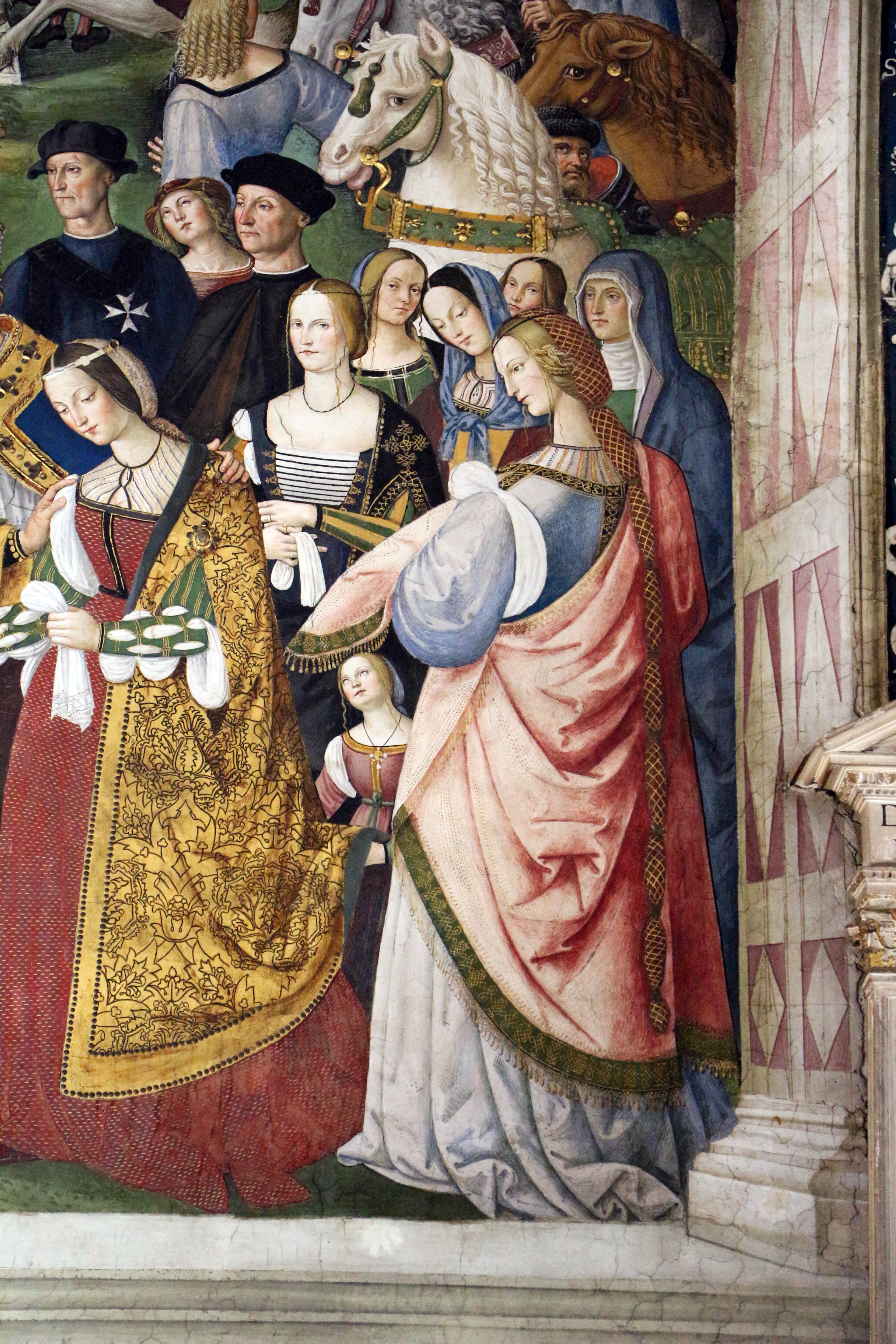
Andrea Todeschini Piccolomini e Agnese Farnese con la figlia Montanina nell'affresco del Pinturicchio

- Andrea (1445 ca. - † 1505). Ebbe un'indole diversa dai due fratelli Giacomo e Antonio. Non fu uomo d'armi ed è probabile avesse un'inclinazione per lettere[2]. Insieme al fratello Giacomo volle e costruì il Palazzo Piccolomini nella sua città, diventato nel XIX secolo, sede del Archivio di Stato di Siena. Lo zio papa Pio II ottenne per lui, da parte del re di Napoli, Ferrante d'Aragona, la signoria del Giglio e di Castiglion della Pescaia, con il titolo di marchese di quelle terre[3]. Dal re Ferdinando di Spagna fu fatto Cavaliere dell'Ordine di San Jago[3]. Nel 1460 sposò Agnese Farnese, che sarebbe divenuta poi, cugina del papa Paolo III[4]. La sua discendenza, poteva vantare, con ogni probabilità, la più alta concentrazione di caratteri ereditari legati a pontefici.
Andrea dovette affrontare uno dei periodi più difficili della Repubblica. Ascritto al Monte dei Gentiluomini, come il resto della famiglia, si trovò ad affrontare lo strapotere dei Noveschi, che avevano a capo Pandolfo Petrucci, il quale aspirava a diventare, come poi fu, Signore di Siena. Andrea ebbe con lui profondi contrasti ed al fine, fu costretto ad abbandonare Siena, per ritirarsi nella sua signoria. Da Agnese ebbe diversi figli, di cui Vittoria, contro il volere dei genitori, che però ormai erano morti, fu fatta sposare a forza da Pandolfo Petrucci a suo figlio Borghese[3]. Con questa azione il Petrucci volle sanzionare l'alleanza dei Noveschi con i Gentiluomini, cercando, così, di favorire la successione della sua famiglia nella signoria.
Andrea tra l'altro fu, nella famiglia, uno dei finanziatori, degli affreschi del Pinturicchio nella Libreria Piccolomini[4]. L'artista ci ha tramandato, nella decorazione pittorica raffigurante Enea Silvio, vescovo di Siena, che presenta Eleonora d'Aragona all'imperatore Federico III, la sua immagine, che si scorge alle spalle della consorte Agnese, con il corpetto a righe bianche e nere[4] e della figlia maggiore Montanina, nelle vesti di damigella, che sorregge le vesti della principessa aragonese.
- Giovanni (Siena 1475 – † Siena 1537). Nominato Cardinale da Papa Leone X, fu arcivescovo di Siena. Durante il Sacco di Roma, nel 1527, fu umiliato dai lanzichenecchi di Carlo V, che lo portarono in giro per la città, legato sul dorso di un mulo. Il suo palazzo fu completamente saccheggiato[3]. Quello che nelle aspirazioni della famiglia doveva essere il terzo papa Piccolomini, si ritirò, profondamente provato dalla vicenda e, da allora in poi, ebbe incarichi minori.

- Montanina (Siena 1476 - † ?). Ebbe dalla madre Agnese Farnese un'educazione colta e raffinata. Alla fine degli anni novanta del XVI secolo, sposò Sallustio Bandini, appartenente ad una delle più eminenti famiglie di Siena. Recava in sé il sangue di tre pontefici, Pio II, Pio III e Paolo III. Ebbe diversi figli, di cui i più importanti furono Mario e Francesco, che furono presi sotto la protezione dello zio cardinale Giovanni, fratello di Montanina. Adottati dai Piccolomini, assunsero il cognome di Bandini Piccolomini, fondando una famiglia che ebbe una breve discendenza, ma dalla vita intensa e storicamente ragguardevole.

- Pier Francesco (1478 - † 1525). Non si hanno molte notizie di questo componente della famiglia. Prese a differenza del padre, le parti dei Petrucci e fu grande amico e sostenitore del cognato Borghese. Nel 1513 fu capitano del Popolo a Siena. Con la sua morte, questo ramo dei Piccolomini Todeschini si estinse e la figlia Silvia portò in dote la signoria del Giglio e di Castiglione della Pescaia ad Inigo Piccolomini Todeschini d'Aragona.

### Pio III - Francesco Todeschini
Pio III 215º papa della Chiesa cattolica (1503 - 1503)
- Francesco (Siena o Sarteano 1439 – Roma 1503). La sua educazione, fin dai primi anni, fu curata con particolare attenzione dallo zio materno. Questi, nei suoi viaggi in Europa, portò con sé il nipote, appena adolescente, che già a quattordici anni cominciò a frequentare l'università di Vienna. Incoronazione di Pio III

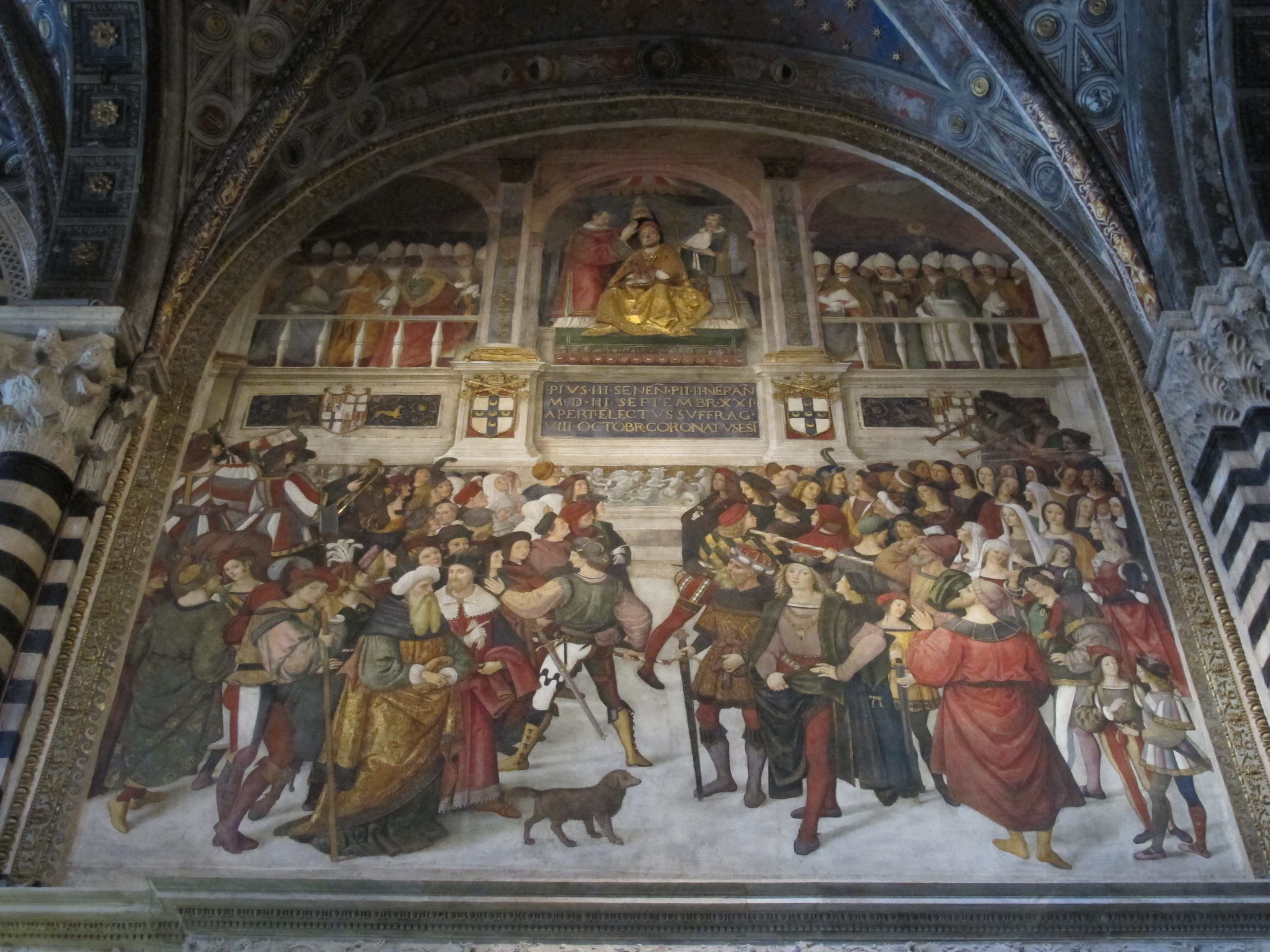
Incoronazione di Pio III

Continuò i suoi studi, umanistici e giuridici, a Ferrara e a Roma, con insegnanti di prim'ordine, come Giacomo Tolomei e Andrea Benzi, per poi conseguire il dottorato a Perugia[5]. Subito dopo l'ascesa dello zio al soglio pontificio, a soli ventitré anni, nel 1460, quando già era amministratore della diocesi arcivescovile di Siena, fu nominato Cardinale e, caso assai inconsueto, non essendo stato ordinato sacerdote, intraprese la sua carriera ecclesiastica come diacono[6]. Successivamente ebbe l'investitura di numerose prepositure e diaconati, in Italia e all'estero, con la successiva nomina a legato pontificio nella Marca di Ancona[6]. In realtà in questi anni risiedette quasi sempre a Roma, dove aveva un palazzo, di recente acquisizione, che divenne una sede sontuosa dotata di una ricchissima biblioteca e ornata di diverse opere d'arte, in particolare da una ricchissima collezione di statue antiche[6]. Nel 1464, quando lo zio lasciò Roma, per preparare la crociata contro i Turchi, fu nominato vicario generale "in temporalibus", in un primo tempo di Roma e successivamente di tutto lo Stato Pontificio[5]. Tutte queste prerogative facevano intravedere una minuziosa preparazione ad una probabile successione di Francesco allo zio, sul soglio pontificio.
L'improvvisa e prematura morte di Pio II colsero, il cardinale ed il partito piesco, di sorpresa. La politica nepotistica e la simonia, sempre praticate dallo zio, avevano creato non pochi malumori nella curia. Di fatto, dopo l'elezione del nuovo pontefice, Francesco fu allontanato dal potere e relegato nella sua città natale[5].Libreria Piccolomini nel Duomo di Siena, voluta da Pio III - Un affresco

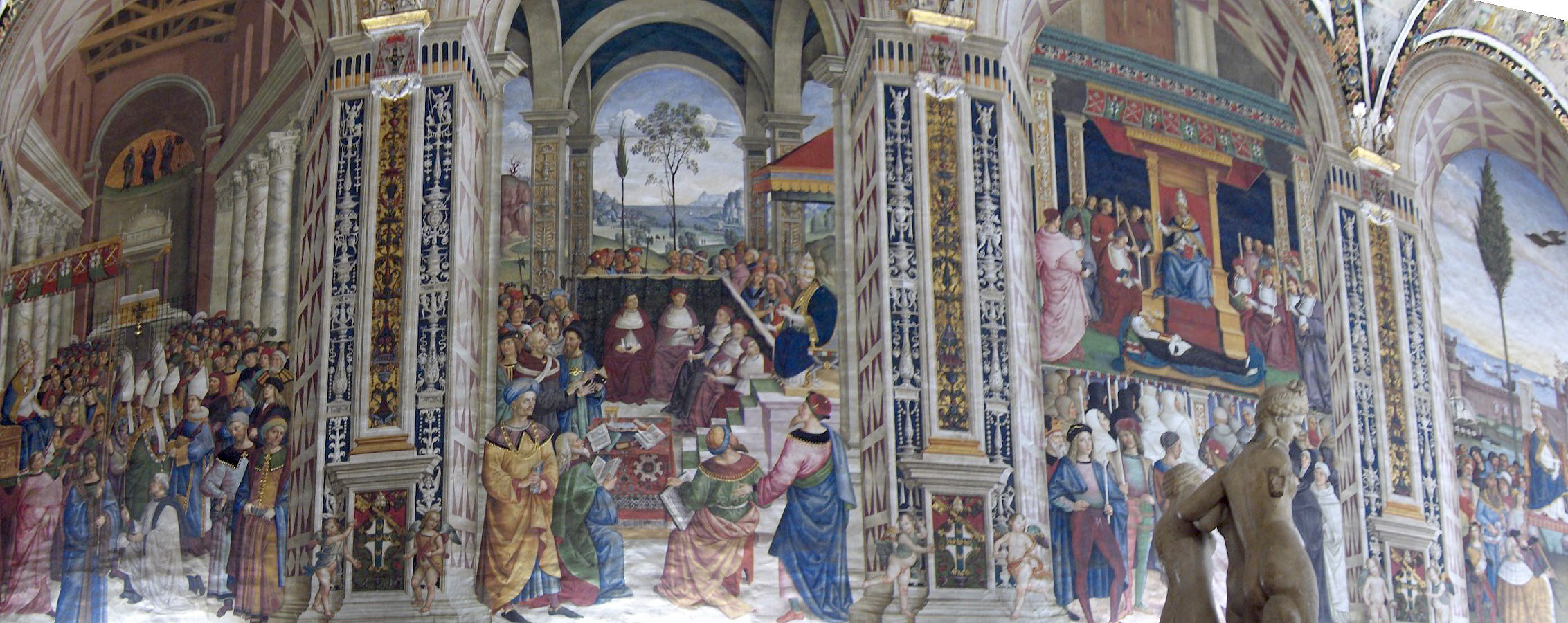
Libreria Piccolomini nel Duomo di Siena, voluta da Pio III - Un affresco

La sua fama di uomo probo, la sua cultura giuridica ed ecclesiastica, la sua fine diplomazia gli consentirono di tornare gradualmente in gioco, guadagnandogli una posizione da protagonista nella composizione degli scismi religiosi che scuotevano l'Europa centrale. La sua buona conoscenza della lingua e delle problematiche tedesche, svolsero un ruolo di primo piano nel conseguimento di indiscutibili successi. Dopo la morte di Pio II, nei quaranta anni che seguirono, salirono sul trono di Pietro quattro pontefici e ad ogni conclave il nome del cardinale senese fu sempre tra i papabili. Si seppe destreggiare tra le numerose insidie che scuotevano le fazioni capitoline, appoggiate da una parte dagli Spagnoli e dall'altra dai Francesi. Fu inviso a questi ultimi e da sempre simpatizzante dei sovrani spagnoli e della dinastia aragonese del regno di Napoli. In considerazione della sua comprovata rettitudine, nel 1503, nonostante le divergenze e dopo un periodo di gravi turbolenze fu eletto papa con il nome di Pio III. Le sue precarie condizione di salute, favorirono la sua nomina, in previsione di un pontificato di transizione,[5] che, in effetti, sebbene inaspettatamente, durò solo pochi giorni.
Visse in fama di uomo mite e di pietà, ricordato per la sua onestà di vita e per amore dell'arte, scevro da tentazioni nepotistiche e simonia[6]. Nei suoi ultimi anni diede inizio alla costruzione della Libreria Piccolomini, affrescata dal Pinturicchio[3], dove avrebbe conservato oltre gli importanti codici ereditati dallo zio, la sua importante biblioteca a cui si aggiunsero altre acquisite in seguito. Grazie al suo intervento, il duomo di Siena fu arricchito delle statue degli apostoli, commissionate a Michelangelo[6] [Nota 2] e impreziosita dall'Altare Piccolomini, commissionato ad Andrea Bregno. Frutto del suo mecenatismo furono altre opere commissionate a Siena, Pienza e Roma.

### Piccolomini di Castiglia e d'Aragona - Ramo di Giacomo Todeschini
Duchi di Montemarciano e Signori di Camporsevoli
Questo ramo beneficiò, nel nome di Giacomo, del dono da parte dello zio Pio II, del Ducato di Montemarciano nelle Marche e della signoria di Camporsevoli nei pressi di Chiusi. L'avvento sul soglio pontificio di Sisto IV, dei della Rovere, rese, per gli interessi contrapposti di questa famiglia, quantomai problematica la gestione, da parte dei Piccolomini, del feudo di Montemarciano.

#### Personaggi principali
Giacomo - Conte del Sacro Romano Impero (1458)
- Giacomo (1441 - † 1507). Con decreto imperiale di Federico III nel 1458 fu nominato conte del S.R.I. Successivamente, nel 1478 ebbe la facoltà di aggiungere i cognomi di Castiglia e d'Aragona da Re Enrico IV di Castiglia. In precedenza, nel 1472, cercò di riprendere, con un colpo di mano e l'aiuto di fuoriusciti, la signoria di Senigallia[7], dalla quale, il fratello Antonio Piccolomini d'Aragona, che n'era il legittimo signore, fu scacciato subito dopo la morte di papa Pio II[8]. In queste contese, intervenne infine papa Sisto IV, concedendo il feudo rivendicato, al nipote diciassettenne, Giovanni della Rovere, contro il volere dell'allora cardinale Francesco Piccolomini (poi Pio III)[5]. Giacomo, riuscì, a stento ad evitare la condanna a morte inflittagli dal pontefice. A torto o a ragione, a differenza del fratello Antonio, preso dai suoi copiosi interessi nel regno di Napoli, questo ramo della famiglia, si sentì defraudato e non sopì mai il desiderio di riconquistare quella signoria, senza la quale, in effetti, Montemarciano si trovava ad essere una roccaforte isolata in territorio ostile.
Giacomo, inoltre, collaborò con il fratello Andrea alla costruzione dell'austero e grandioso Palazzo Piccolomini di Siena[3].
- Antonio Maria (1490 - † ?). Figlio di Enea di Giacomo, alla morte del cugino cardinale Giovanni, del ramo dei Signori di Castiglione della Pescaia, entrò in conflitto, anche lui, con lo Stato della Chiesa, occupando i territori di giurisdizione del prelato. Si rinnovò un'aspra contesa ed alla fine papa Paolo III ne ingiunse ed ottenne la restituzione. Suo figlio Scipione morto nel 1608, fondò il Priorato di Pisa nell'Ordine di Santo Stefano. Fu l'ultimo signore di Camporsevoli[3].
- Alfonso (1550 ca. - † Firenze 1591). Figlio di Giacomo e nipote di Antonio Maria fu l'ultimo duca di Montemarciano. È passato alla storia come famigerato bandito.

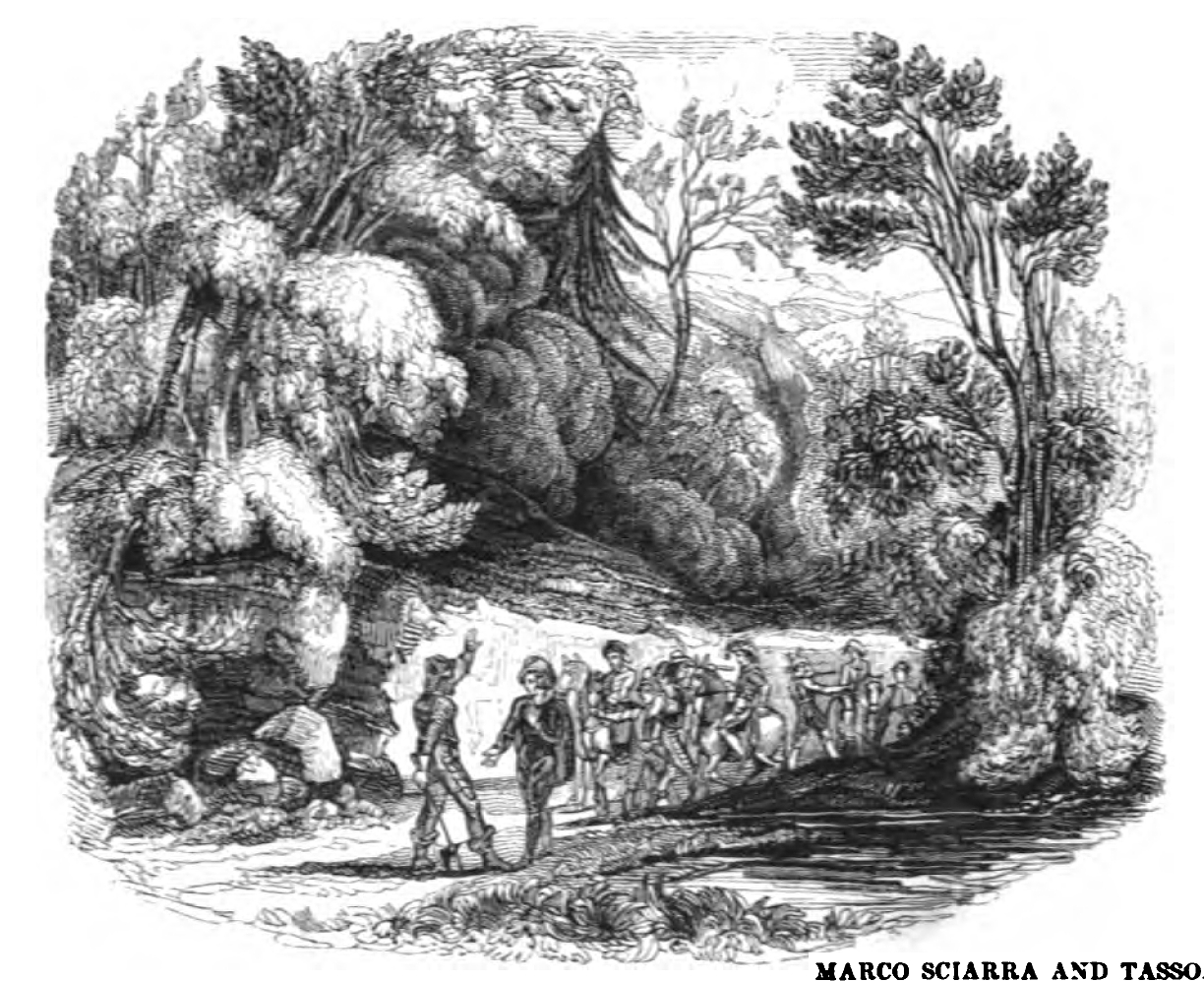
La foresta della Faiola - Luogo dell'ultima schermaglia di Alfonso Todeschini Piccolomini

Sembra che l'abbandono della tranquilla e onorata vita nella repubblica di Siena sia stato originato da un omicidio avvenuto ai danni di un componente della famiglia Baglioni, di Perugia. In un primo periodo si limitò, dalla sua signoria, a dare asilo ad avventurieri del territorio di Senigallia e della Romagna, nella rocca di Montermarciano. Dopo una serie di alterne vicende, durate fino al 1579, dovette desistere, per l'intervento massiccio di forze militari inviate da Papa Gregorio XIII. I suoi beni furono confiscati ed i familiari arrestati. Solo con l'intervento di Francesco I de' Medici, Granduca di Toscana, ottenne, nel 1584, il perdono papale ed il reintegro nel suo stato. Per un certo periodo, militò al servizio della Repubblica di Venezia, nella guerra contro gli Uscocchi. La sua indole turbolenta, però porto a dei contrasti insanabili con quella Repubblica. Successivamente, forse, spinto da promesse politiche ricevute da francesi e spagnoli, si mise a capo del malcontento che agitava le campagne dei territori laziali e senesi, a causa della grande carestia del 1590. Formò un esercito, composto per lo più di contadini mal addestrati, e stretto tra papalini e medicei, fu facilmente sbaragliato. Riuscì a sfuggire all'arresto e continuò nelle sue scorribande, unendosi al bandito Marco Sciarra e con lui continuò ad imperversare, infestando un territorio che andava dalle Marche fino alle e pendici del Vesuvio. La mossa sbagliata del Piccolomini si consumò nella foresta della Faiola, poco distante da Roma e sulla strada per Napoli. Era qui giunto in soccorso dell'alleato Sciarra, che in questo frangente riuscì a salvarsi. Non fu così per il Piccolomini, che ebbe il suo manipolo decimato. Braccato e in fuga, fu, alla fine, catturato in una casa di coloni a Forlì. Di lì fu condotto a Firenze, dove il 2 gennaio 1591, fu giustiziato.
Con Alfonso, i Piccolomini Todeschini di Castiglia e d'Aragona si estinsero ed il ducato di Montemarciano uscì dalla consorteria, divenendo feudo degli Sfondrati, famiglia dell'allora Papa Gregorio XIV.

### Piccolomini d'Aragona - Ramo di Antonio Todeschini

#### Duchi di Amalfi,Marchesi di Deliceto e Capestrano,Conti di Celano e Gagliano,Baroni di Balsorano, Pescina, Scafati e Carapelle
Questa linea originata da Antonio, fratello di Papa Pio III e nipote di Papa Pio II, lasciò un'importante traccia nella storia della famiglia. "... il suo destino, nel tempo, si differenziò nettamente da quello del ceppo senese per uniformarsi alle caratteristiche tipiche delle altre famiglie nobili napoletane di cui gli esponenti di questa casata condivisero stili di vita, modalità di gestione patrimoniale e sorti politiche.". I Piccolomini, come evidenziato da Berardo Candida Gonzaga, nella sua opera Memorie delle famiglie nobili delle province meridionali d'Italia sono ricordati tra le più importanti casate del Regno di Napoli

##### Personaggi principali
- Antonio (Sarteano 1437 - Napoli 1493). Dopo i primi anni dedicati agli studi a Sarteano, si rivolse al mestiere delle armi, come molti altri componenti della sua famiglia. Sotto la guida dello zio Pio II, fu inserito nella ancora fragile monarchia aragonese di Ferdinando I (Ferrante) d'Aragona, dove in pochi anni, riuscì a conquistare un posto di primo piano nella nomenclatura partenopea. Affresco murale dello stemma Piccolomini d'AragonaLa città medievale di Amalfi nel XVII secolo. Sullo sfondo la torre di avvistamento Piccolomini d'Aragona

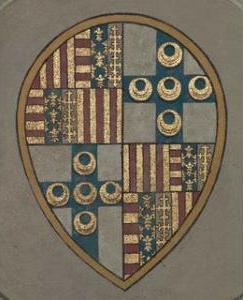
Affresco murale dello stemma Piccolomini d'Aragona

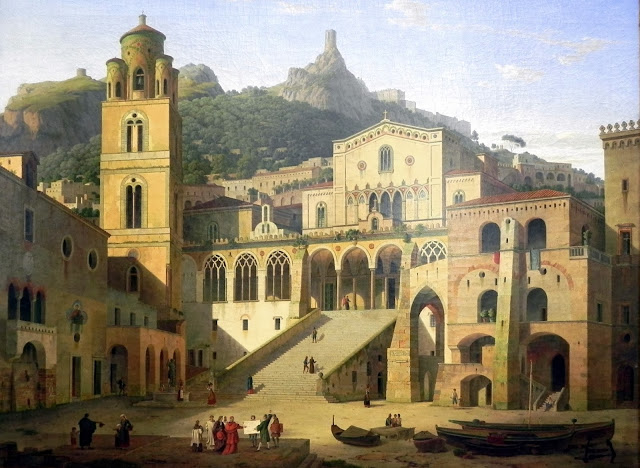
La città medievale di Amalfi nel XVII secolo. Sullo sfondo la torre di avvistamento Piccolomini d'Aragona

Ferdinando, figlio naturale del defunto Alfonso V, fu favorito dal papa, che sancì il suo diritto successorio nella monarchia partenopea, ai danni del pretendente angioino Giovanni di Lorena. In questa situazione di instabilità politica e nella necessità di consolidare l'alleanza con il papato, fu deciso il matrimonio tra Antonio e Maria figlia naturale del re aragonese. Circostanza che aprì alla famiglia senese, nuovi orizzonti nel sud della penisola. Il primogenito di Laudomia, ottenne così la nomina a Duca d'Amalfi e poté aggiungere al suo, il cognome degli Aragona ed inquartare il proprio stemma con le insegne reali. Nello stesso anno, il 1458, fu nominato anche Gran Giustiziere del Regno di Napoli e la famiglia fu aggregata al patriziato napoletano nel Seggio di Nilo, uno dei sette Sedili di Napoli. Le aspettative non furono deluse e il Piccolomini, con le sue milizie, ebbe un ruolo determinante nell'acquisizione, alla monarchia, di Castellammare di Stabia e Scafati. Il 18 agosto del 1462 sotto il comando di Alessandro Sforza, ed alla guida di 2000 fanti e 26 squadre di cavalli, prende parte alla battaglia di Troia.. Il rivale angioino di Ferrante I venne definitivamente sconfitto, insieme ai feudatari ribelli del regno. Fu così dato al movimento anti aragonese, la cosiddetta Congiura dei baroni, un colpo di grazia dal quale non riuscirà, più a risollevarsi.
Dopo la vittoria di Troia, beneficiò della distribuzione di numerosi feudi che il Ferrante assegnò ai difensori della sua causa. Nel 1463 ottenne il titolo di marchese di Capestrano e di Deliceto, il titolo di conte di Celano e Gagliano, il titolo di barone di Balsorano, Pescina e Carapelle; nel 1465 infine divenne barone di Scafati Contemporaneamente a questi avvenimenti nel 1462, nelle continue controversie che interessavano i territori marchigiani, il Malatesta perse definitivamente la Signoria di Senigallia ad opera di Guido da Montefeltro, che la restituì allo Stato della Chiesa. L'allora pontefice Pio II la diede in dominio, insieme alla signoria di Mondavio al nipote Antonio.
Nel 1474, però, in tali feudi subentrò Giovanni Della Rovere, nipote di Papa Sisto IV, che nei vari giochi nepotistici, risultò vincitore.Gli interessi del Piccolomini ormai gravitavano nel regno di Napoli, dove le cariche politiche, l'amministrazione degli innumerevoli feudi, che fra l'altro, portavano ritorni economici di non poco interesse, lo assorbivano completamente. Durante i vent'anni di pace che seguirono, fece costruire i castelli di Balsorano, Celano e Ortucchio e restaurare diversi altri di sua proprietà che, poi, distribuì tra i suoi discendenti.
Va sottolineato che la figura di Antonio ha una dimensione esemplare. Unico in tutta la sua famiglia dimostrò grande sensibilità nei confronti dello sviluppo manifatturiero amalfitano. In virtù della sua cultura operosa, ereditata nel territorio senese, ed anche alla politica inaugurata da Alfonso V d'Aragona, importò, da diversi luoghi della penisola, maestri in grado di dare impulso alla costruzione di diversi opifici. Primo fra tutti fu quello per la lavorazione della lana "all'usanza di Siena e Firenze", nonché diverse gualchiere e tintorie nel territorio amalfitano: a Scala, Pontone, Ravello, Strani e Maiori. Rilanciò ed implementò gli stabilimenti siderurgici preindustriali, le ferriere, già presenti ad Amalfi.
Antonio ebbe diversi figli di cui:

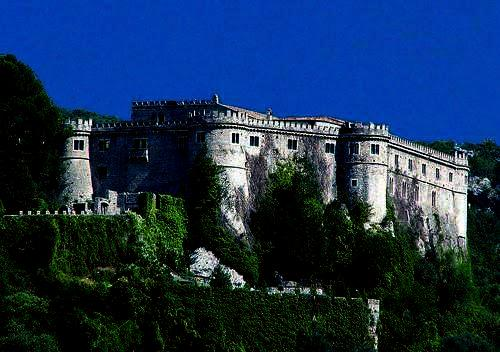
Castello Piccolomini di Balsorano

- Francesco (1460 ca. - † 1530). Fu Vescovo di Bisignano dal 1498 fino alla sua morte. Di fatto, fino al 1518, in assenza dei Sanseverino, signori del territorio, gestì il principato in autonomia, con saggezza e lungimiranza. Viene ricordato tra le altre cose, per la difficile mediazione tra gli abitanti del luogo ed i flussi migratori dei cristiani albanesi in fuga dall'occupazione musulmana[20].
- Alfonso I (1462 ca. - † 1503). Condusse una vita, all'ombra della grandezza del padre, non riuscendo mai ad esprimere la sua personalità. Compare spesso negli eventi legati alla vita di corte e nelle cerimonie più importanti, come il matrimonio di Eleonora d'Aragona con Ercole I d'Este o l'incoronazione di Federico I re di Napoli, a testimonianza di come la famiglia fosse considerata nei più alti ranghi della nomenclatura aragonese. Subito dopo la morte del padre, si vide togliere il ducato di Amalfi[14] e la gran parte dei feudi caduti sotto il controllo transalpino, durante la disastrosa conquista di Napoli, da parte di Carlo VIII di Francia. Conquista che cercò di contrastare, militando nelle file dell'esercito aragonese. Feudi che comunque riebbe, subito dopo la ritirata delle truppe francesi nel 1495. Morì giovane nel 1503, seguito a poca distanza dalla moglie Giovanna d'Aragona, non riuscendo a trasmettere, ai suoi figli l'educazione e quella tradizione familiare, che avrebbe voluto.

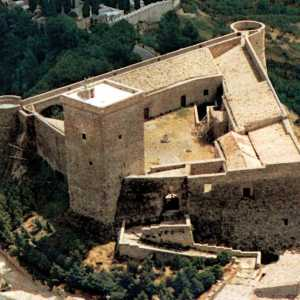
Castello di Deliceto

- Giambattista (1464 ca. - † 1530). Secondogenito di Antonio, divenne Marchese di Deliceto acquisendone il feudo, con a capo lo storico castello. Ebbe in moglie Costanza Caracciolo, appartenente ad una delle più illustri famiglie di Napoli. Personaggio storicamente non importante, si dedicò essenzialmente alla gestione delle sue proprietà.Castello di Deliceto Di indole mite e religiosa, volle ristrutturare e dotare, di cospicue rendite, la cappella di Santa Maria dell'Olmitello, nei pressi del castello, dove la tradizione narra il ritrovamento, dopo l'apparizione della madonna, di una statuetta lignea tra i rami di un olmo. Statuetta che anche in età moderna si conserva all'interno della chiesa[21]. Inoltre donò un vasto terreno per la costruzione da parte dell'ordine dei frati francescani del convento e chiesa di Sant'Antonio da dove l'occhio spazia su un vastissimo territorio, dal Tavoliere delle Puglie e dal Gargano fino alle alture della Basilicata[22].

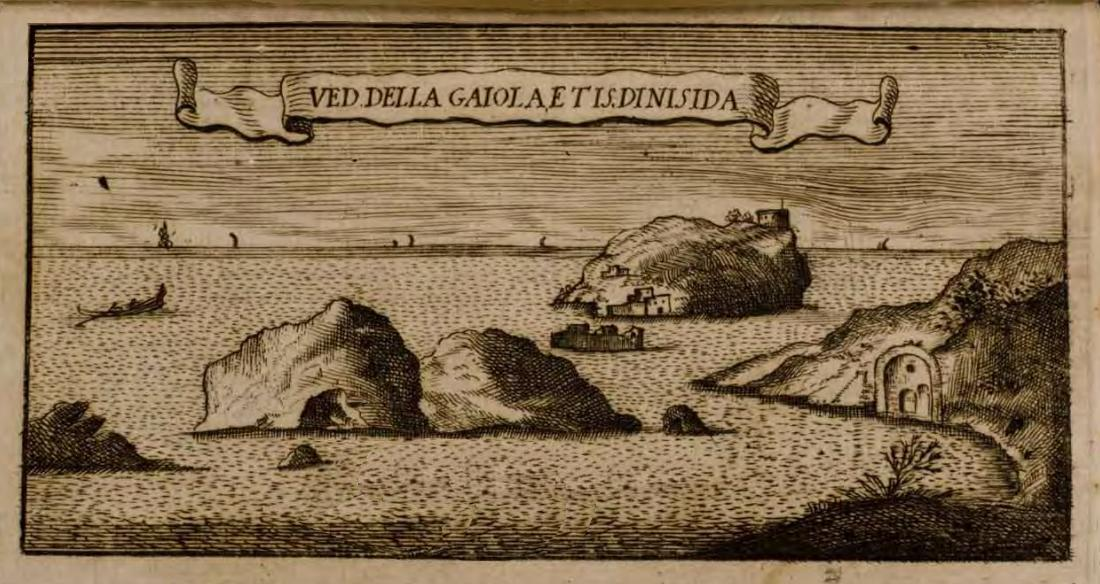
Stampa dell'isola di Nisida (1700) con il castello di Alfonso Piccolomini

- Alfonso II (1500 ca. - † Nisida 1563). Figlio di Alfonso I. Con l'uscita di scena degli Aragona, cominciò un lento, quanto inarrestabile declino della famiglia, nella gestione del potere. L'avvento degli spagnoli, non comportò tuttavia, un'inversione di tendenza nei rapporti con i sovrani.Stampa dell'isola di Nisida (1700) con il castello di Alfonso Piccolomini La tradizionale fedeltà dei Piccolomini alla Casa d'Asburgo, vide confermare i rapporti di stima e fiducia da parte di Carlo V d'Asburgo, che era subentrato al posto dello sconfitto Federico I. Divenne generale imperiale e Giustiziere del regno[14]. Elesse a sua abitazione, la grande torre sulla sommità dell'isola di Nisida, già nel feudo dei Duchi di Amalfi, che trasformò in palazzo, dove tenne feste, ricordate per il grande sfarzo e grande profusione di denari[23]. Non riuscì a dimenticare le sue origini senesi e in quel periodo (1528), in cui la repubblica era agitata da gravi scontri tra le diverse fazioni, non seppe rinunciare all'offerta ricevuta, grazie alla sua riconosciuta autorevolezza, di divenire Capitano del Popolo, super partes a Siena[14].
Questa posizione gli creò non pochi problemi, in quanto la repubblica toscana, sempre di più, contesa, nei giochi di potere della politica europea, per assicurare la propria sopravvivenza, tenne sempre più le parti della monarchia francese.
In questa tentazione venne coinvolto anche l'irreprensibile Duca di Amalfi, che perse i favori di Carlo V, il quale lo costrinse a lasciare la Repubblica, esautorandolo, anche degli incarichi ricoperti nel Regno di Napoli.
Si ritirò a Nisida dove condusse una vita ritirata, estraniandosi progressivamente, dalla vita sociale ed anche da quella familiare, abbandonando, di fatto, a se stessi la moglie Costanza d'Avalos e i suoi figli. Tra questi, Iñigo e Giovanni continuarono la discendenza[24].
- Iñigo (1523 - † Roma 1566). Le notizie su questo componente della famiglia non sono poche e frammentareie. Divenne Duca di Amalfi per rinuncia del fratello Giovanni alla primogenitura. Sposò una Piccolomini, Silvia, ultima nata del ramo di Andrea ed ultima signora del Giglio e di Castiglion della Pescaia. La vita di Iñigo fu segnata da un infausto episodio che lo vide accusato dell'omicidio di un uomo nel reame di Napoli. Fu costretto a rifugiarsi, esule, nello Stato Pontificio. Nel corso della sua permanenza a Roma, decise di vendere a Cosimo dei Medici, il feudo toscano portatogli dalla moglie. È sepolto nella chiesa di Santa Maria del Popolo, dove la sua lastra tombale fu ricavata da una cornice delle Terme di Agrippa[25].

In questo periodo della storia della famiglia, la società napoletana fu interessata da una vera e propria rivoluzione dei costumi. Alle lotte tra baroni che si contendevano feudi e territori, in quello, che era stato ormai il tramonto del medioevo, subentrava un periodo di stabilità sociale ed economica, obiettivo questo coincidente con gli interessi della nuova monarchia spagnola.

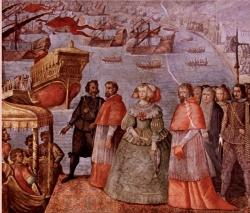
La Corte Napoletana dei Viceré nel XVI secolo

 Alcuni fenomeni nuovi, come la forte e fino ad allora poco conosciuta spinta inflazionistica, che interessò parte del XVI e del XVII secolo, unita alla formazione di una classe operosa ed industriosa quale la borghesia, mostrarono l'inadeguatezza di una classe aristocratica, ingessata. Inadeguatezza dalla quale neanche i Piccolomini d'Aragona riuscirono ad essere immuni. L'amministrazione del nuovo regno, seppur fortemente accentrata a Napoli, lasciava tuttavia gli antichi diritti feudali, quasi inalterati. In questa fase di forti cambiamenti, i Piccolomini, non riuscirono a gestire il proprio patrimonio, composto da opifici, miniere e tenute fondiarie. Inoltre subentrò la consuetudine di dare in locazione le proprietà per non essere costretti ad effettuare controlli amministrativi, che in realtà non erano in grado di fare. Così i Duchi di Amalfi si allontanarono sempre più dalle loro realtà produttive, parte delle quali, non potevano essere vendute, in quanto legate da vincoli giuridici alla famiglia. Nel contempo la corte spagnola, introdusse i fasti di un'eleganza e di una grandezza fino ad allora sconosciuti nell'aristocrazia napoletana, trasformando la partecipazione alla vita di corte in una necessità quasi imprescindibile e strettamente connessa alla propria posizione sociale. Un elegante ed esclusivo abito cinquecentesco arrivava a costare quanto la rendita annuale di un fondo agricolo. Tutto questo, insieme alle cospicue donazioni e atti di munificenza e prodigalità, strettamente legati al proprio rango, portarono ad un aumento vertiginoso delle spese di rappresentanza, con la necessità pressante e continua di nuova liquidità. Ben presto, nonostante la cessione diffusa delle mastrodattie e dei diritti feudali in genere, i soli affitti non furono più sufficienti. Le ingenti spese profuse da Alfonso II da una parte e da suo figlio Iñigo dall'altra, portarono ad una stagione di indebitamento, di cui gli affittuari divennero, i principali finanziatori, con progressivo sgretolamento del patrimonio familiare. L'ultima erede del ramo primogenito, Costanza, si ritrovò, nel corso della sua vita, in condizioni economiche notevolmente diminuite ed enormemente distanti da quelle fondate dal bisnonno Antonio, primo Duca di Amalfi.

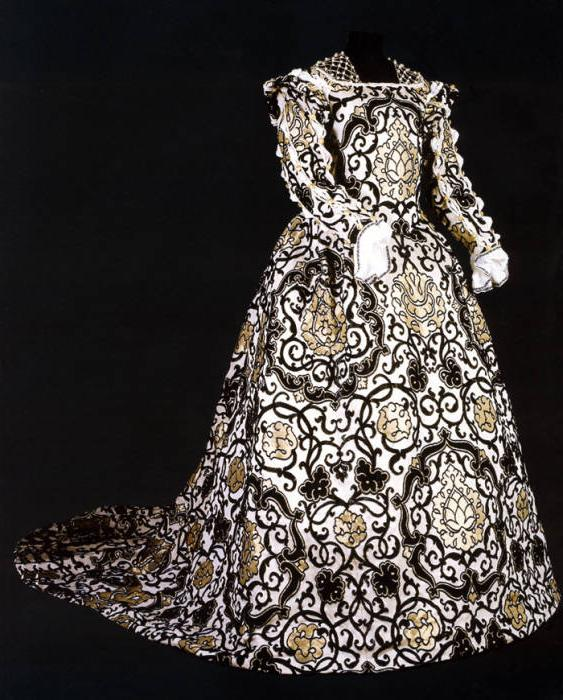
Riproduzione di un abito rinascimentale

- Costanza (1553 - † 1610 Napoli) e Alessandro (1555 - † 1617). Nel 1566, alla morte del padre Iñigo, il patrimonio dell'ultima nata della linea primogenita, rimaneva comunque di grandissimo rilievo. Per tamponare le posizioni debitorie più urgenti, fu venduta allo zio Giovanni, il fratello del padre, l'isola di Nisida con il castello di famiglia. Inoltre sempre allo zio donò diversi e numerosi feudi, tra cui il castello di Ortucchio, quello di Pescina e quello di Balsorano[27].
Quando ancora era in possesso di un larghissimo patrimonio, per volontà della famiglia, che era legata a quella politica di endogamia, tipica, della consorteria Piccolomini, fu costretta, non ancora ventenne, a sposare, nel 1572, il cugino Alessandro. Egli era l'ultimo discendente dei marchesi di Deliceto, linea secondogenita del bisnonno Antonio, fondatore della casata.
Non fu questo un matrimonio fortunato. Alessandro infatti, conosciuto come VII marchese di Deliceto, non ebbe buona fama, dopo aver dilapidato tutto il suo cospicuo patrimonio, si diede a pratiche magiche e sortilegi, tanto da subire un processo per bestemmie ereticali da parte del Santo Officio. Aveva sofferto 12 anni di carcere a Castel dell'Ovo, condanna inflittagli dalla giustizia vicereale del Conte d'Olivares, a cui se ne dovevano aggiungere altri 10 nel Castello dell'Aquila[28].

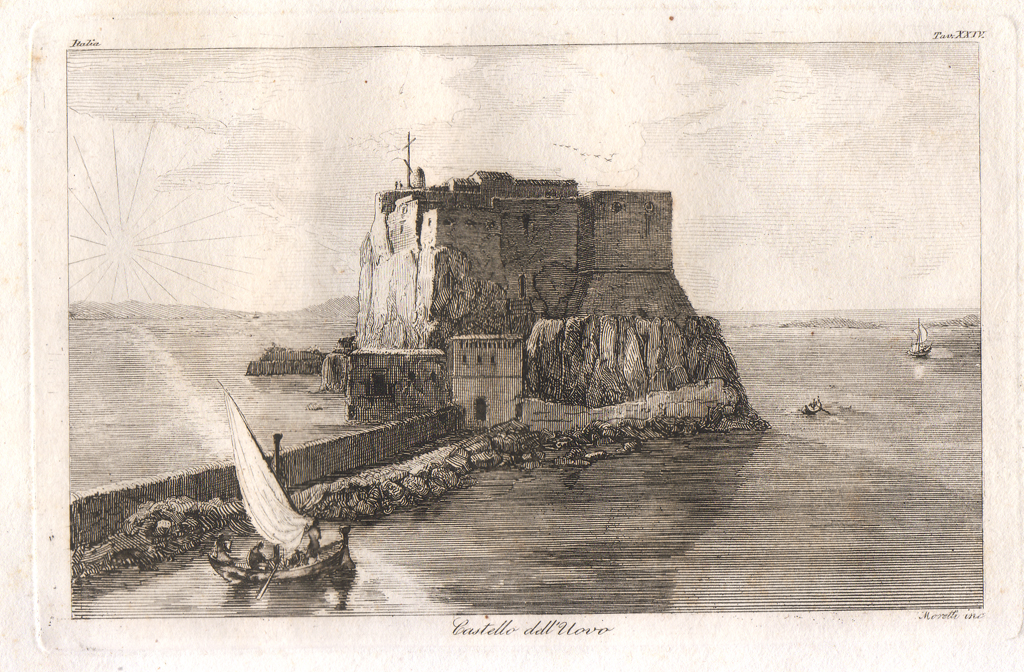
Castel dell'Ovo, Luogo di detenzione di Alessandro Piccolomini - Ultimo Marchese di Deliceto

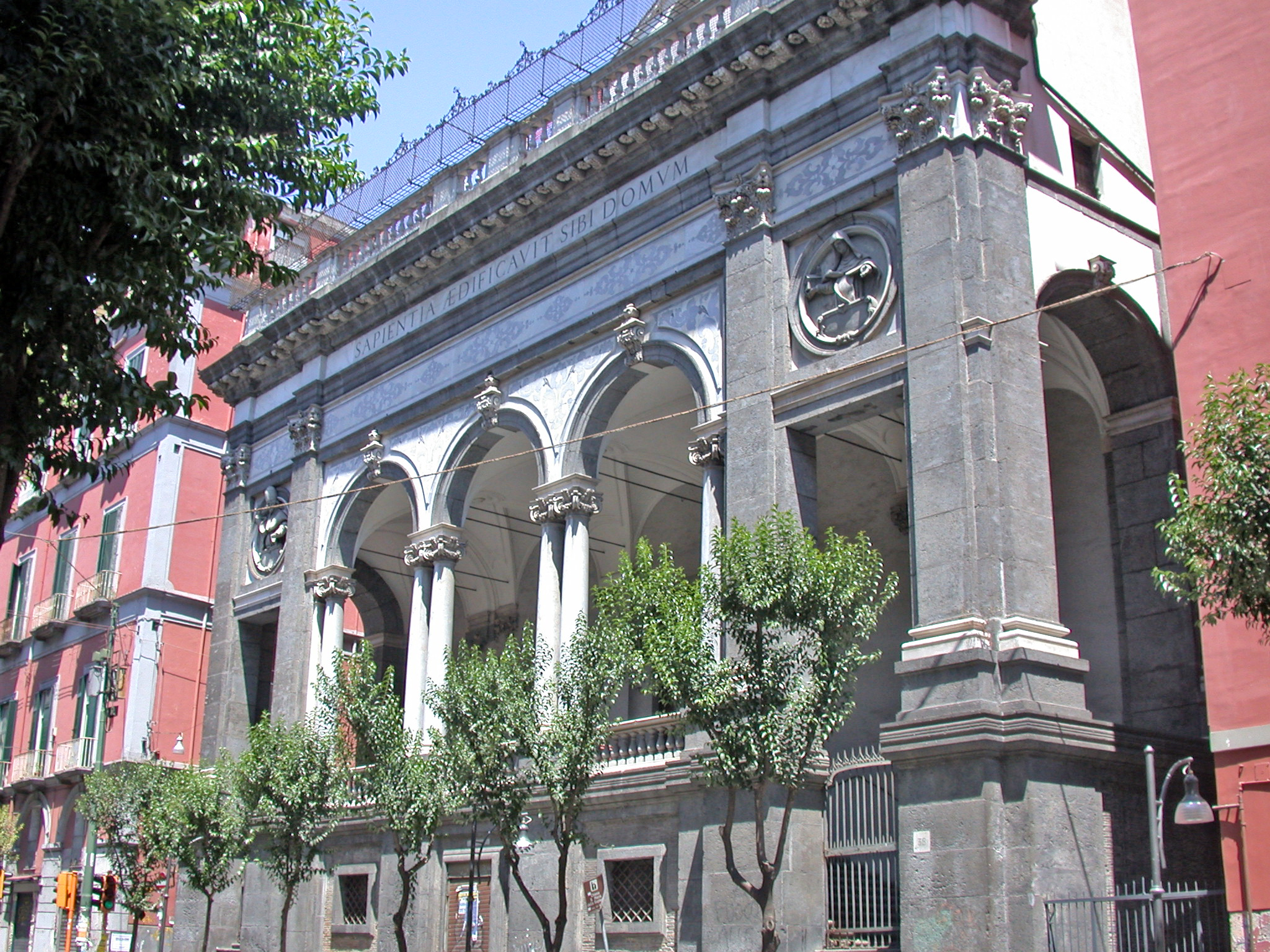
Santa Maria alla Sapienza, nel cui monastero entrò Costanza Piccolomini d'Aragona, V Duchessa d'Amalfi

In quegli anni Costanza fu costretta a vendere, gran parte di quello che rimaneva dei suoi averi: il Castello di Capestrano e la sua signoria andò al Granduca di Toscana, la contea di Celano fu venduta ai Peretti, la famiglia del papa Sisto V. Nel 1600 il marito Alessandro, con l'atto di abiura ottenne da papa Clemente VII la grazia che unita a quella ottenuta dal nuovo viceré, Conte di Lemos, gli restituì la libertà, con l'obbligo di condurre una vita militare. Questa fu spesa al servizio della Repubblica Veneta durò per molti anni a seguire. Costanza ottenne con potestà pontificia, l'annullamento della sua unione. Fu costretta a mettere in piazza le miserie di un matrimonio fallito, ufficialmente non consumato e costellato di tradimenti, adulterio e umiliazioni. Riuscì ad affrancarsi dal marito a dure condizioni: dovette cedergli il Ducato di Amalfi e concedergli un vitalizio di 2400 ducati annui. Nel 1596, divenne monaca dell'Ordine delle Clarisse nel monastero di Santa Maria della Sapienza. Negli ultimi atti della sua vita mondana, fece molte donazioni, di notevole entità, ad opere pie situate sia a Napoli che a Siena. Inoltre donò, all'Ordine dei Teatini, il palazzo romano che era stato di Pio III, con all'interno, gli inestimabili arredi. L'Ordine, in ossequio alla volontà della duchessa, costruì una chiesa, adiacente al palazzo e dedicata a Sant'Andrea, santo protettore di Amalfi. Chiesa che poi fu chiamata Sant'Andrea della Valle.
Costanza morì nel 1610, seguita nel 1617 dal ex marito Alessandro, ultimo marchese di Deliceto ed ultimo duca napoletano di Amalfi.
Il ducato, infatti, benché, fortemente impoverito, fu donato dal re di Spagna, Filippo III, al principe Ottavio Piccolomini, della linea dei signori di Sticciano

#### Principi di Valle, Nachod e MaidaGrandi di SpagnaDuchi di LaconiaMarchesi di Montesoro
Dopo le turbolenze che avevano caratterizzato la fine dei due rami principali della famiglia e cioè i Duchi di Amalfi e i Marchesi di Deliceto, terminati con Costanza e Alessandro, i Piccolomini d'Aragona continuarono la loro permanenza nel reame di Napoli, con la linea di Giovanni, fratello di Iñigo, di cui si è fatto cenno nella sezione precedente. Portavano con sé il titolo ed il feudo della baronia di Scafati e la signoria di Boscoreale, nonché le vaste proprietà pervenute dalla duchessa Costanza, che però vennero in parte vendute da Alfonso figlio di Giovanni. La famiglia continuò a ricoprire un ruolo di primo piano nell'aristocrazia napoletana, continuando una politica di intese matrimoniali che li vedeva uniti con le principali famiglie del regno, come i Caracciolo, i Carafa, i Pignatelli, i d'Avalos d'Aquino d'Aragona, i Ruffo di Calabria e altre.

##### Personaggi principali
- Giovanni, figlio di Alfonso II, si sposò con Gerolama Loffredo uno dei nomi più illustri dell'epoca. Ebbe diversi figli, tra cui Pompeo ed Alfonso.
- Pompeo (1520 ca. - † 1562). Vescovo di Lanciano e poi di Tropea. Morì in Spagna.

La linea continuò con un altro Alfonso che rinnovò il peso e la visibilità della famiglia.
- Alfonso (1630 ca. - † 1694). Ottenne da Filippo III, re di Spagna e di Napoli, il titolo di Principe (del Casale) di Valle, grande signoria che dalle pendici del Vesuvio si estendeva nel territorio di Pompei. Inoltre sposò Eleonora Loffredo, che portò in casa Piccolomini, Il Principato di Maida e il Ducato di Laconia (odierna Acconia), feudi in Calabria e il Marchesato di Montesoro, feudo in Sicilia. Si occupò essenzialmente dell'amministrazione delle sue proprietà, ricostituendo l'equilibrio economico perduto.
- Ambrogio Maria (1625 - † 1682 ca.). Fratello del precedente Alfonso fu monaco Olivetano e divenne vescovo di Trivento. Successivamente ebbe la cattedra arcivescovile di Otranto.
- Francesco (1654 - † 1686 Buda - Ungheria). Primogenito di Alfonso, fu generale Imperiale di Leopoldo I d'Asburgo. Partecipò a diverse battaglie contro i Turchi: dalla presa di Filippopoli alla difesa di Vienna. Trovò la morte in battaglia, nell'assedio di Buda[14]. L'assedio di Buda, dove morì Francesco Piccolomini d'AragonaCastello di Nachod - Residenza dei Pompeo Piccolomini d'Aragona

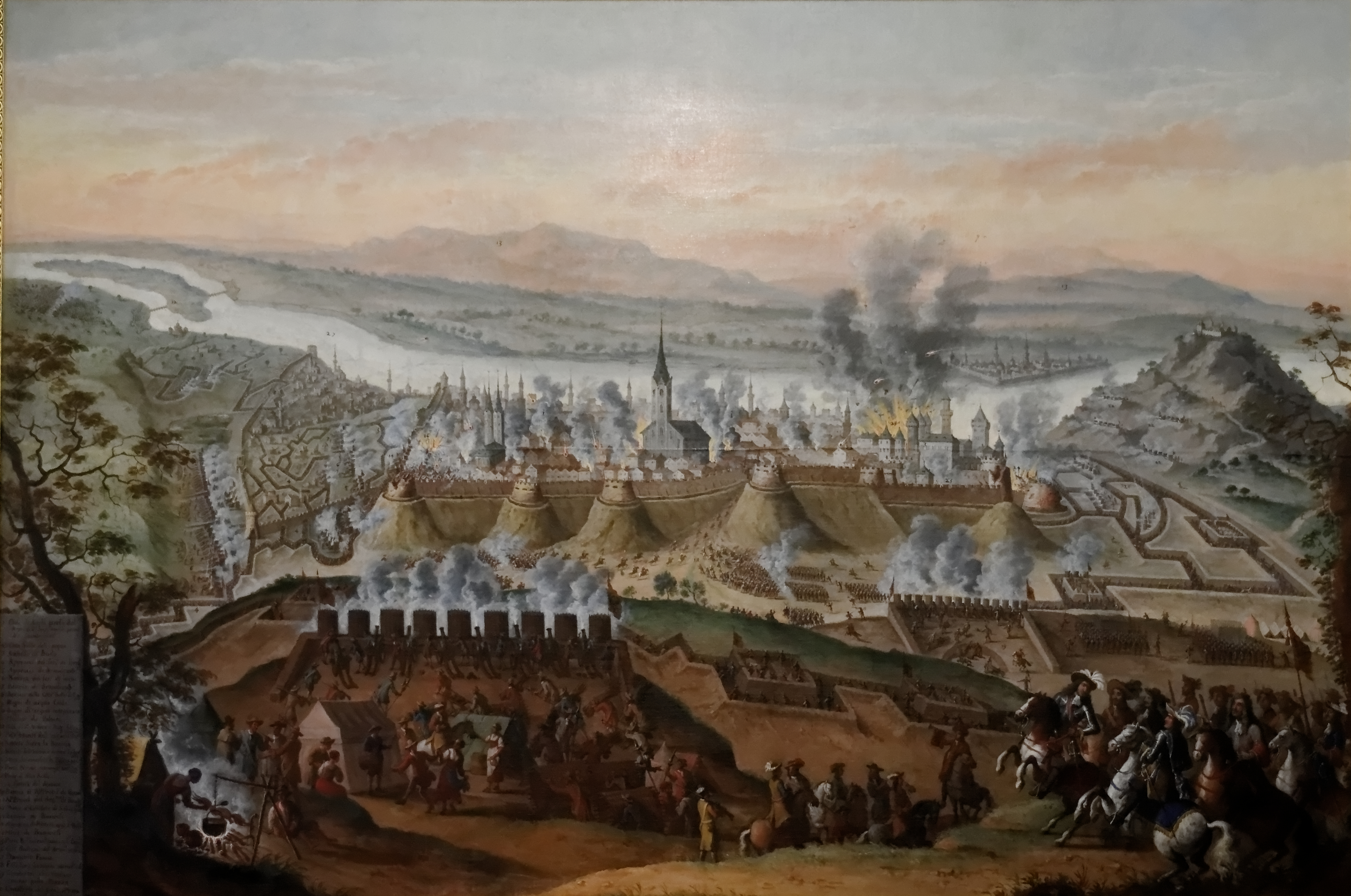
L'assedio di Buda, dove morì Francesco Piccolomini d'Aragona

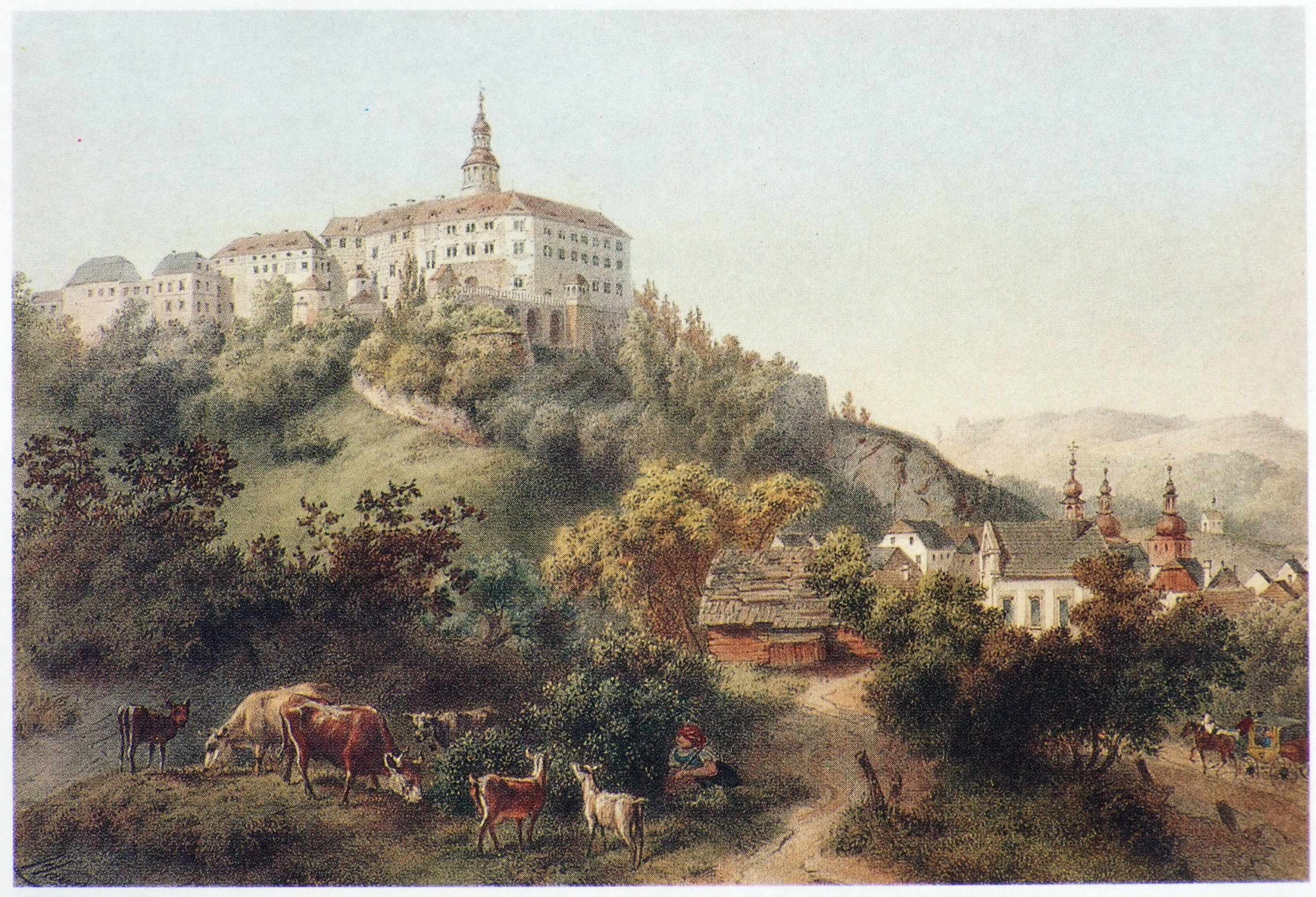
Castello di Nachod - Residenza dei Pompeo Piccolomini d'Aragona

- Giuseppe (1656 ca. - † 1733). Secondogenito di Alfonso, sposò Anna Colonna. Ben introdotto nella corte vicereale di Napoli, ben presto entrò nella considerazione della monarchia spagnola. Impegnato nella professione militare, divenne Maestro di campo del re di Spagna, comandante del Tercio di Napoli. Le sue indiscusse capacità ed il valore dimostrato nelle campagne militari gli fecero ottenere numerosi riconoscimenti e Filippo V, nel 1711, introdusse la famiglia tra i Grandi di Spagna[14].
- Pompeo (1694 - † 1765 Náchod - Boemia).Figlio di Giuseppe, all'estinzione della linea dei Signori di Sticciano, fu depositario[14] di un vasto patrimonio, accumulato per secoli ed ingrandito da quel grande personaggio che fu Ottavio Piccolomini. Aggiunse ai suoi numerosi titoli e feudi, quelli toscani dei Piccolomini detti delle Papesse. Divenne principe del Sacro Romano Impero ed ereditò la prestigiosa signoria del principato di Náchod, con il maestoso palazzo, assimilabile, più ad una reggia che non ad una residenza privata. Lasciò definitivamente Napoli, per ritirarsi in Boemia dove morì.
Con suo figlio Giuseppe, questa grande casata napoletana si estinse, in grandiosa opulenza, e tutti i titoli e signorie, passarono alla linea dei Piccolomini Salamoneschi, che da allora in poi (1807), subentrarono nei loro diritti, assumendone il cognome[14].

In questo modo ebbe storicamente fine la dinastia napoletana dei Piccolomini d'Aragona, iniziata da Antonio. E con essa ebbe termine anche la più ampia casata dei Piccolomini Todeschini.

Nel territorio campano, è, tuttavia, ancora presente la sua prosapia, in virtù di alcuni figli naturali legati alla discendenza di Antonio. Tra questi, vanno ricordati, come continuazione parallela dei Baroni di Scafati e Principi di Valle, Antonio e Vittoria, che cugini tra loro, si unirono in matrimonio, conservando il cognome Piccolomini d'Aragona. La loro discendenza, se pur non omologata, dalla memorialistica araldica tradizionale, rimane, comunque, l'unica depositaria dei ricordi storici e culturali di questo illustre ramo della famiglia..

## Tavole genealogiche

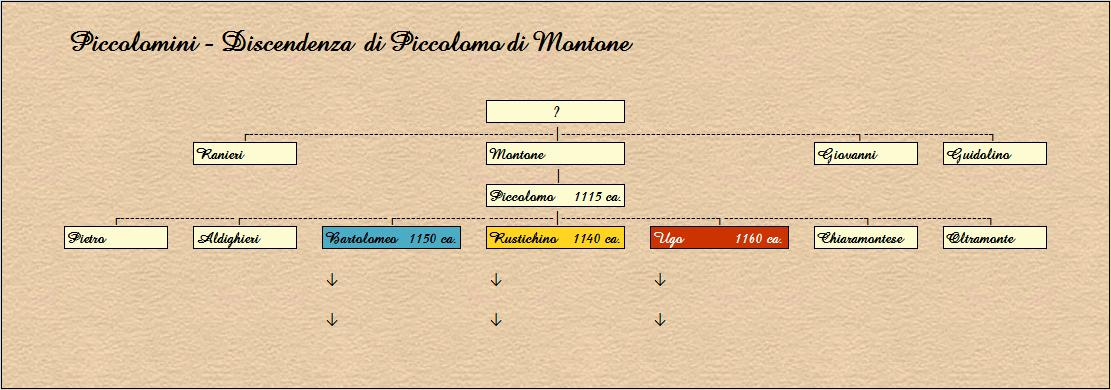
Discendenza di Piccolomo di Montone
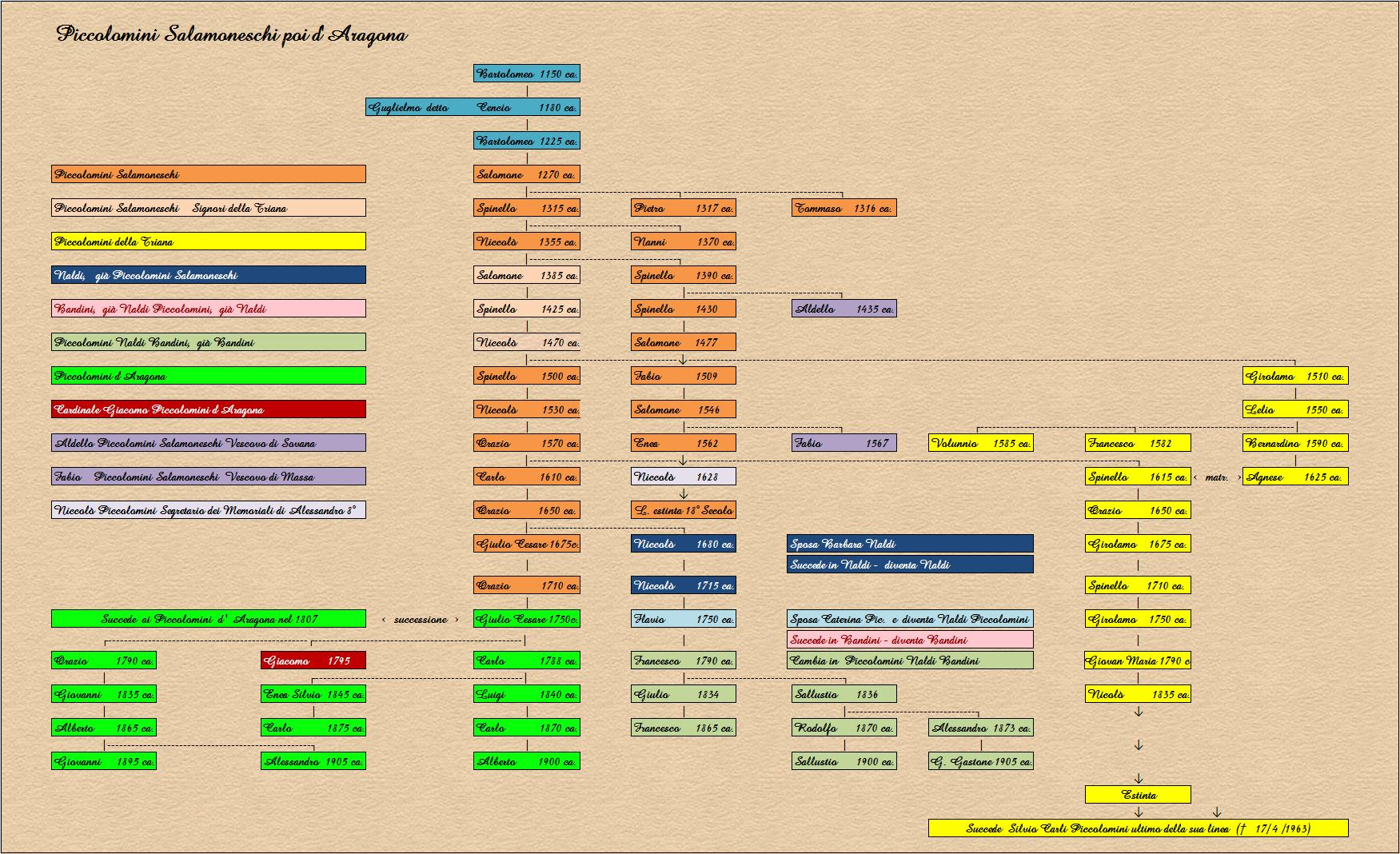
Ramo dei Piccolomini Salamoneschi
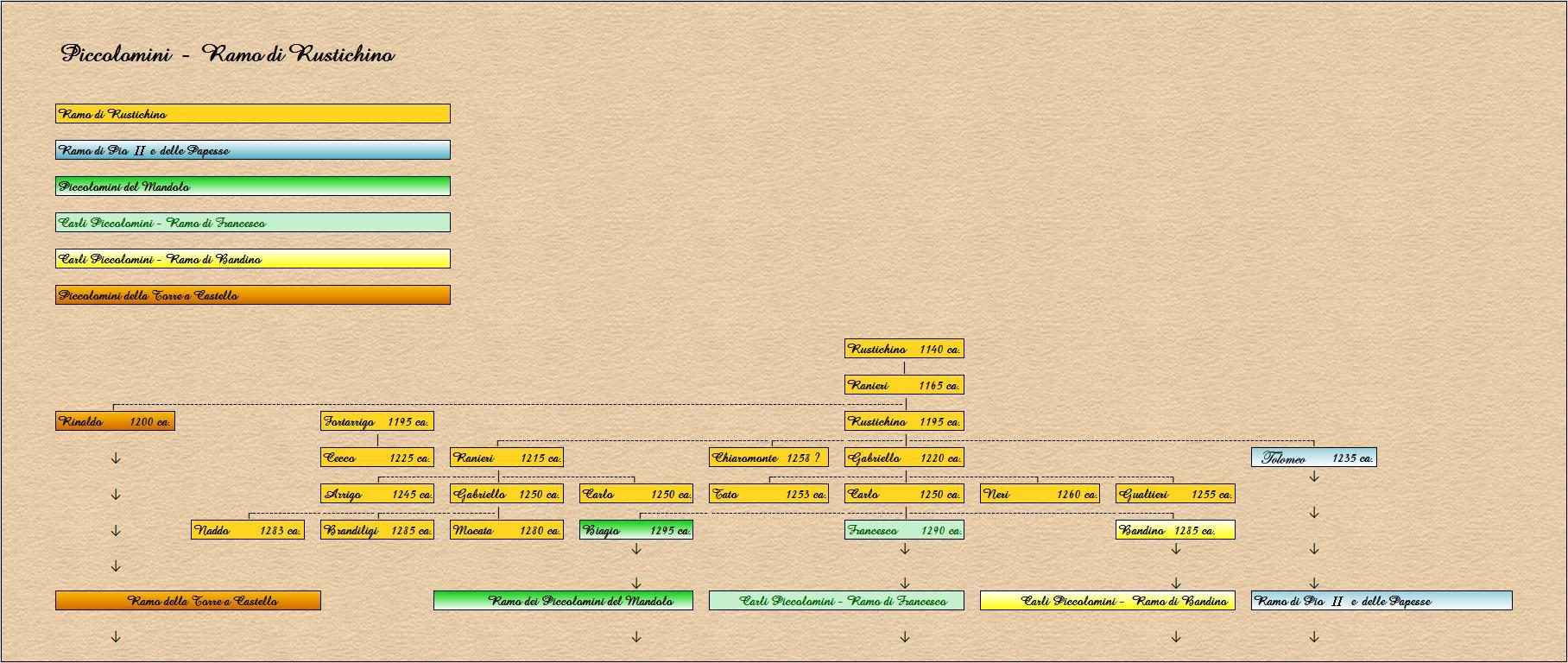
Discendenza di Rustichino
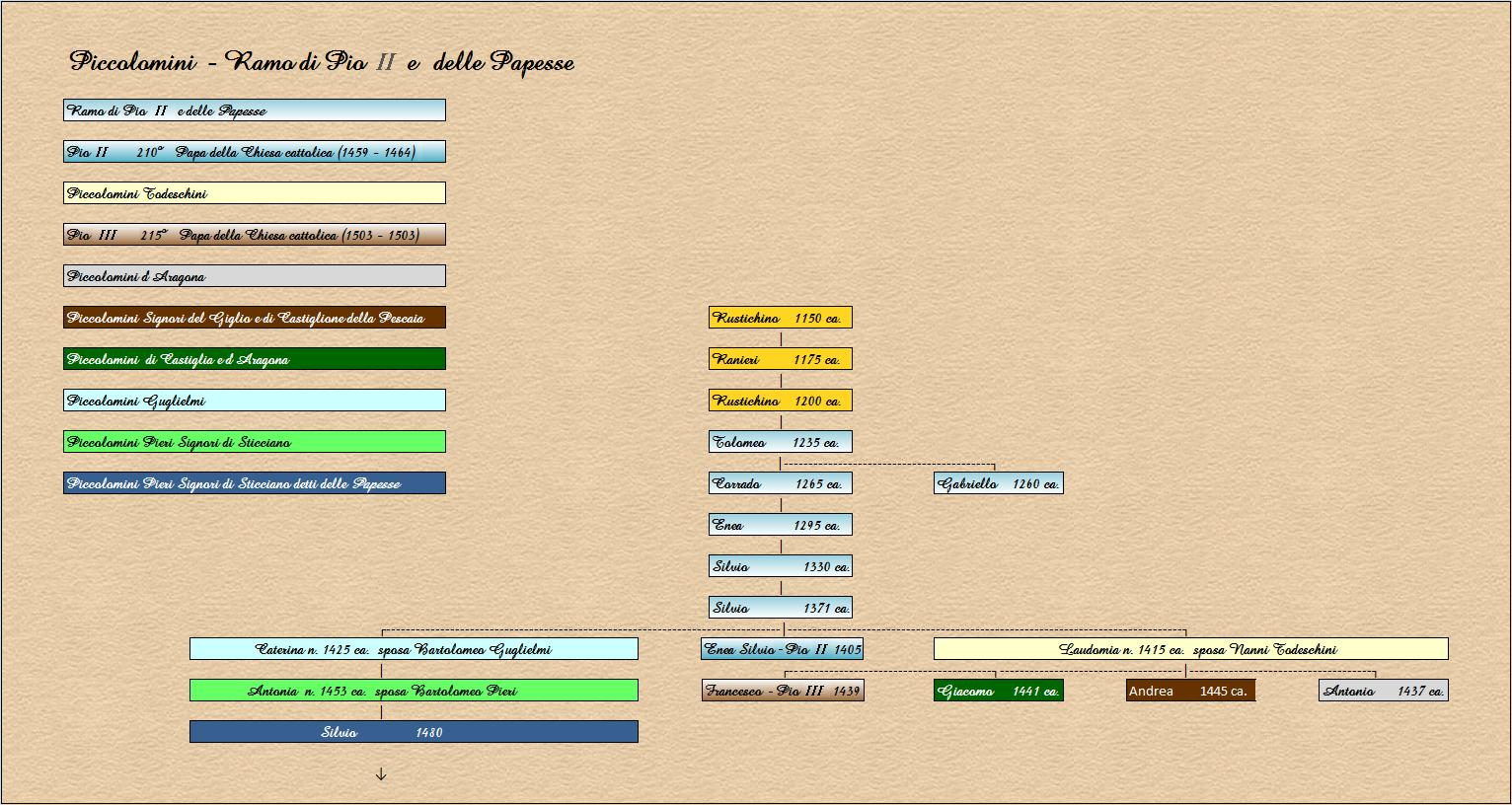
Ramo di Pio II e delle Papesse
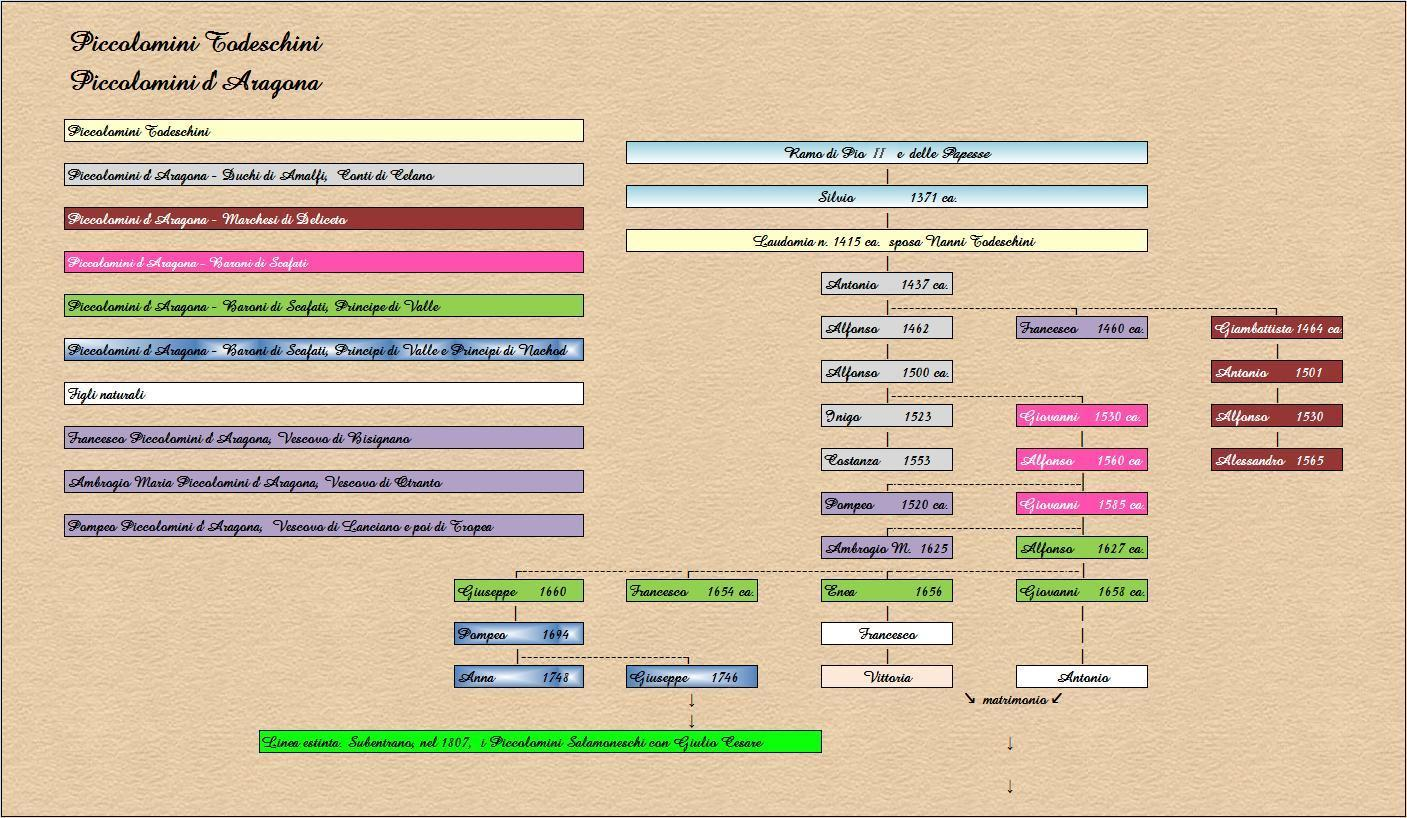
Ramo dei Piccolomini (Todeschini) d'Aragona
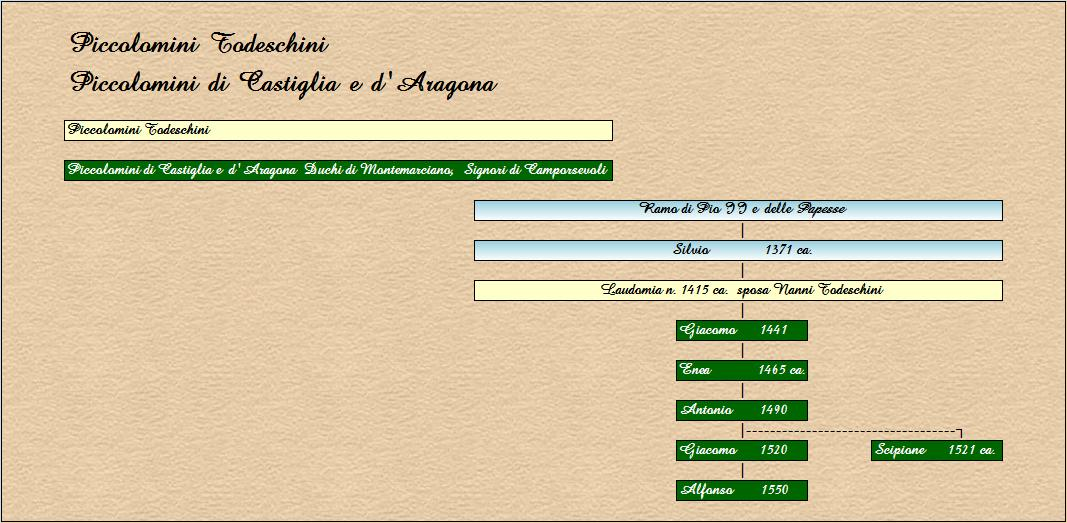
Ramo dei Piccolomini (Todeschini) di Castiglia e d'Aragona
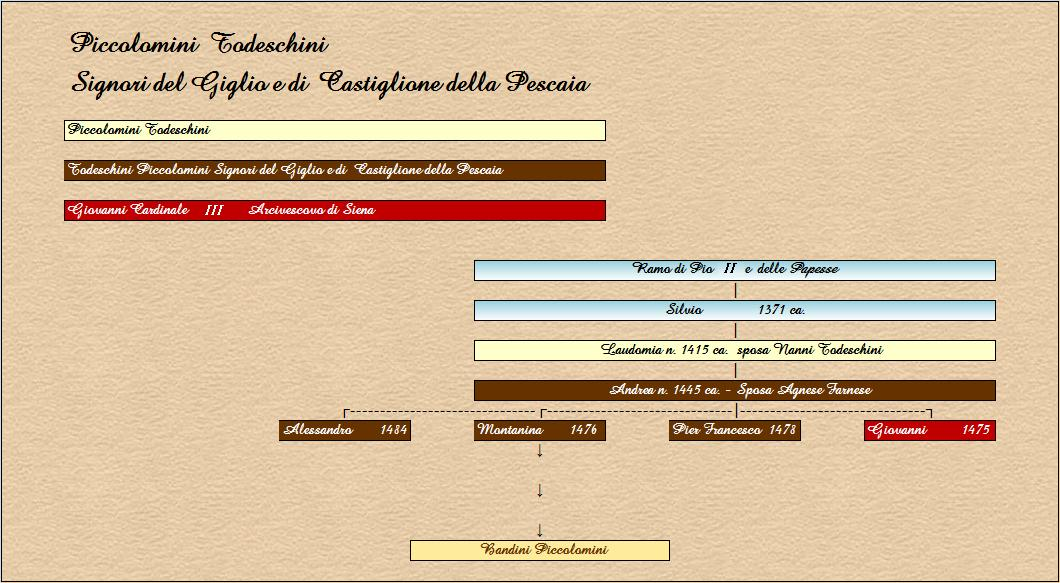
Ramo dei Piccolomini Todeschini - Signori del Giglio e di Castiglione della Pescaia
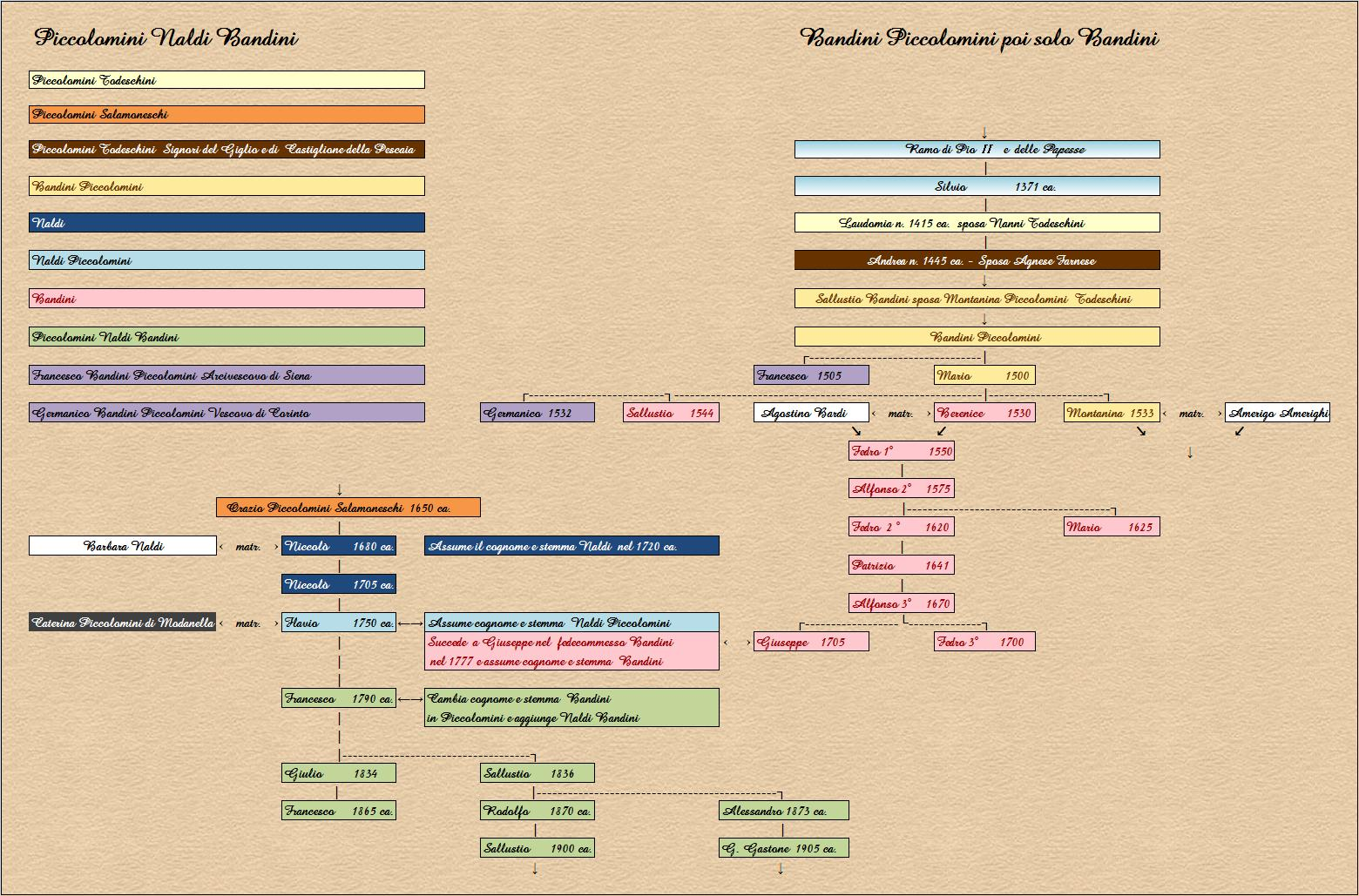
Ramo dei Bandini Piccolomini e dei Piccolomini Naldi Bandini
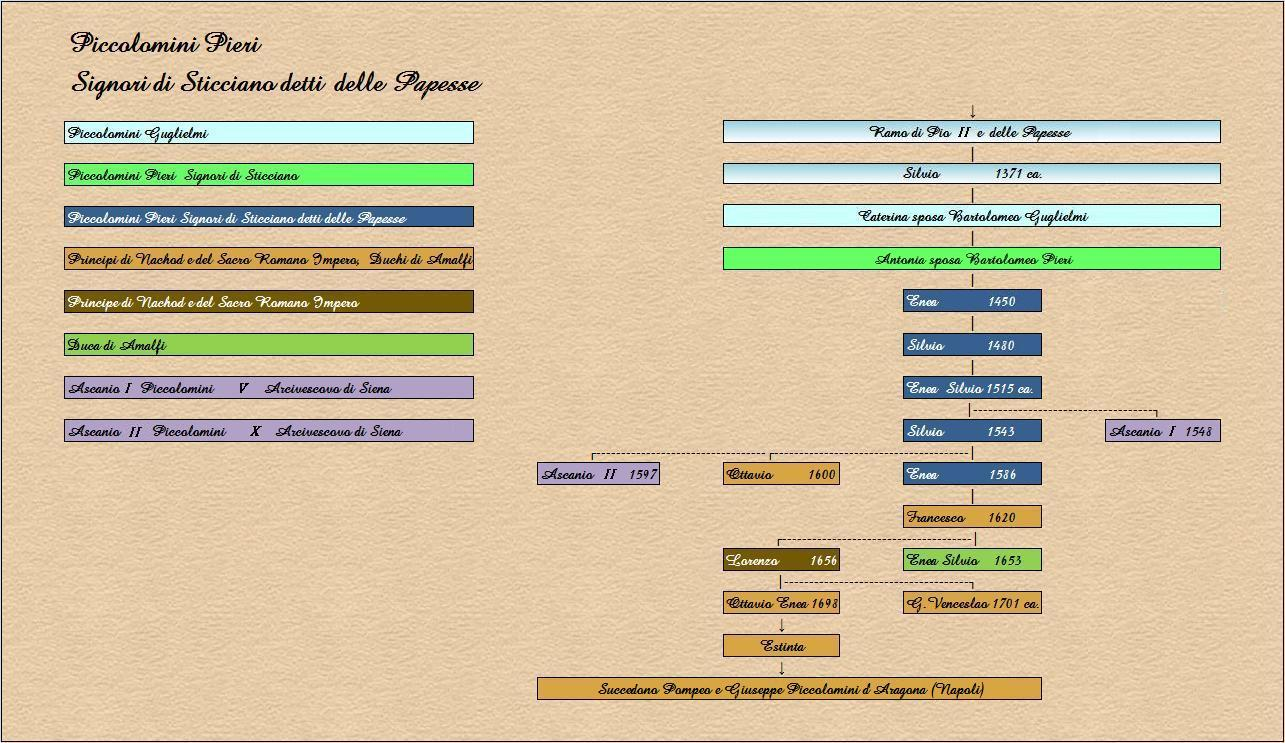
Ramo dei Piccolomini Pieri Signori di Sticciano detti delle Papesse